# Palazzo Comunale di Narni
Il Palazzo Comunale di Narni, chiamato anche Palazzo del Podestà o del Vicario, si trova sulla piazza dei Priori, nel centro di Narni, di fronte al Palazzo dei Priori.

## Storia
Fu costruito verso la fine del Duecento sopra tre poderose torri attigue che, riunite insieme, costituirono poi un solo edificio.
Da alcuni documenti conservati nell'archivio storico comunale si apprende che: 
 Le tre torri-abitazione erano quindi distinte tra loro e ancora si può vedere, osservando la muratura, il breve spazio ora tamponato che le divideva l'una dall'altra. Ognuna di esse aveva il suo arco di accesso di cui rimangono le tracce. Molti e diversi furono i lavori di trasformazione per rendere il complesso degna abitazione del Podestà. Al piano nobile vengono sostituite le finestre, inizialmente bifore, con altre pregevoli a croce guelfa in travertino. Questi “finestroni crociati” diventano presto, e permangono, il segno distintivo del palazzo. Si tratta in realtà di una pietrificazione del telaio in legno delle finestre medievali. Molto evidente è la somiglianza con le finestre di Palazzo Venezia a Roma e con quelle del Palazzo di Giustizia a Perugina. Da Roma, infatti, l'applicazione si diffonde in tutta l'Italia centrale e quello di Narni rimane un caso esemplare.
La costruzione delle finestre viene attribuita a due differenti artisti; alcuni la attribuiscono all'architetto Bernardino da Settignano, detto Rossellino, che secondo il Vasari, nel 1449 si trovava a Narni per dirigere i lavori di restauro della Rocca, per ordine di Nicolò V.
Altri vogliono che l'opera sia attribuita all'architetto narnese Nuccio de Risis che, per una quindicina d'anni, tra il 1455 ed il 1470, lavorò a Roma per Paolo II. Egli era ben noto nel secolo XV, come imprenditore di restauri e di opere murarie appunto a Roma dove lavorò, come citato nella Cronistoria Narnese del Martinori, nella tribuna di S. Pietro, al Vaticano, a Castel Sant'Angelo e a Palazzo Venezia. Purtroppo però, al momento, non ci sono documenti di riscontro per confermare né l'una né l'altra ipotesi.
Sotto Leone X (1513-21) il Magistrato civico si insediò in questo Palazzo, ritenuto dapprima come residenza riservata ai Podestà. Mentre erano capo- priori (1526) Gregorio Risi, Marcantonio Area e Angelo Andreozzini-Capocaccia fu fatto dipingere il fregio superiore dell'aula magna del Consiglio con gli stemmi di Clemente VII e del cardinale arcivescovo di Strigonia, il quale, passando per Narni, nel 1513, era stato bene accolto e trattato a pubbliche spese.
Dall'osservazione della facciata si notano le porte ogivali (ostruite e soppresse per fare un ampio portone unico) che davano ingresso al Palazzo. Una di queste,a destra della facciata, murata come le altre, merita particolare attenzione. Dove ora c'è la sede della Pro- Loco fu creata la cappella del SS.mo Salvatore che sostituì quella di S.Salvato che, probabilmente,si trovava dove ora è la fontana del sec. XIV. Essendo stata soppressa la cappella, di cui rimane un affresco del Torresani, la parete creata per chiudere l'arco fu ornata da bassorilievi: vi è una finta loggetta e, subito sopra, un gruppo di significativi bassorilievi, databili al XIII secolo, raffiguranti diversi soggetti: Giuditta e Oloferne, animali fantastici, una probabile caccia al falco e dei cavalieri giostranti. Questa “facciata nella facciata” è stata realizzata in relazione alla soppressione della chiesa di San Salvato (situata nei pressi della fontana) intorno al 1495, riutilizzando qui i materiali.
Il fronte del Palazzo, anticamente, era decorato dagli stemmi dei podestà e, più tardi, anche da quelli dei governatori e dei cardinali, di cui oggi rimangono alcune epigrafi marmoree. L'ingresso rinascimentale del palazzo introduce nel bellissimo atrio ricavato dalla trasformazione della torre centrale. Nel cortile interno è presente una raccolta di frammenti antichi romani e medioevali di grande valore archeologico. I reperti romani sono stati trovati principalmente lungo la Via Flaminia, mentre quelli medioevali provengono probabilmente dal portico della chiesa di S. Domenico e dai sotterranei della chiesa di S. Maria Impensole.
Qui possiamo inoltre trovare la Mensa Ponderaria, un blocco in travertino in cui sono state scavate sei vasche, utilizzate come unità di riferimento per la misura in volume di granaglie. Al centro dell'atrio un poderoso pilastro sorregge le volte del piano superiore. Salendo lo scalone d'onore si nota il portale con la scritta del Monte di Pietà. Fondato a Narni nel 1400, fu uno dei primi in Italia ad essere istituito: ancora oggi si vede la porta di accesso con la scritta sull'architrave: Mons Pietatis.
Salendo si arriva nell'atrio della sala consiliare, una sala tinteggiata di un bel rosso cardinale dove sono raffigurati, oltre allo stemma della città, i castelli che appartenevano al comune prima del 1860. Il soffitto è dipinto a finti cassettoni lignei.
È noto che, fino al 1800, nella grande sala del Consiglio intorno alle pareti dell'aula si vedevano dipinte le immagini dei narnesi più illustri, quali Cocceio Nerva imperatore (che una costante tradizione volle originario di Narni), Erasmo da Narni detto Gattamelata, famoso condottiero del sec.XV, Galeotto Marzio, celebre medico, astronomo, erudito, accompagnate da epigrammi latini che poi furono abrasi e cancellati, alcuni riportati alla luce da successivi restauri. In fondo alla sala del consiglio era collocata la tavola con predella raffigurante l'Incoronazione della Vergine del Ghirlandaio, ora esposta nel museo Eroli. Essa era stata commissionata dal Card. Berardo Eroli per la chiesa di S. Girolamo dei Frati Minori Francescani e questo spiega la prevalenza delle figure dei santi francescani.
Sulla parete opposta c'è un affresco del 1500 riportato su tela rappresentante S. Francesco che riceve le stimmate con la seguente iscrizione: ENIM STIGMATA DOMINI JESUS IN CORPORE MEO PORTO MCCCCC DIE XXVIII SEPTEMBRIS, dello Spagna, che fu fatto staccare dalla chiesa di S. Girolamo nel 1906, quando il Comune vendette chiesa e convento al Conte di Valbranea. Al lato destro possiamo vedere un affresco raffigurante Galeotto Marzio con un'iscrizione che ne esalta l'opera.
Nel XVI secolo troviamo per la prima volta la notizia di un'attività che avrà a Narni uno sviluppo interessantissimo e che riguarda direttamente la storia del Palazzo: la “Sala Grande Superiore” venne usata per allestire un teatro provvisorio, come già accadeva, ormai da oltre un secolo, nelle Sale di tanti Palazzi italiani. Questa nuova attività è registrata nelle Riformanze narnesi a partire dal 1572 ed è confermata dai dati emersi con gli scavi archeologici, i saggi stratigrafici e i sondaggi effettuati sulle decorazioni parietali. Quella che la campagna di saggi ha chiamato la prima fase decorativa corrisponde alla situazione della sala grande superiore intorno alla metà del sec. XVI. Sono stati ritrovati frammenti di intonaco nero, del tipo usato per la decorazione graffita, tra trave e trave della copertura: tale intonaco esclude la controsoffittatura della sala con plafone dipinto, inchiodato alle travi delle capriate, realizzato certamente invece quando la Sala Teatrale fu trasformata in Teatro stabile.
Al secondo piano, nell'ambiente sottostante il foyer del teatro si è riscoperto, asportando una moderna controsoffittatura, un pregevole soffitto a cassettoni decorato, probabilmente della fine del XVI secolo, quando quell'ala dell'edificio era ancora di proprietà della famiglia Eroli.

## Descrizione
La facciata del palazzo Comunale ha subito diverse modifiche nel corso degli anni. La città di Narni è un agglomerato racchiuso da una cerchia muraria, gli edifici che la costituiscono hanno tutti la stessa tipologia semplice e di non notevoli dimensioni. Anche gli edifici che compongono il Palazzo sono edifici di per sé semplici, che rispecchiano le caratteristiche architettoniche tipiche medievali; l'imponenza si acquisisce quando le tre case-torri vengono accorpate mostrando così un unico grande complesso arricchito dall'apporto di pregevoli apparati decorativi. La metodologia costruttiva della facciata appare semplice poiché segue un andamento abbastanza regolare, anche se nel tempo sono avvenuti diversi rimaneggiamenti: rialzamenti di murature, tamponamento di archi, apporto di apparati decorativi
Sono molte le modifiche e gli elementi aggiunti in facciata per dare alla struttura un tono importante e arricchirla di elementi di pregio, riuscendo così a distinguerla e caratterizzarla rispetto ai semplici edifici della città.
Verso la metà del Quattrocento la facciata del Palazzo Comunale viene abbellita dalla sostituzione delle sei finestre, inizialmente monofore o bifore, con sei grandi finestre a croce. Il piano nobile viene così ulteriormente arricchito da queste pregevoli opere.
Le finestre rivestono particolare importanza se si considera come questa tipologia detta “a croce guelfa” (considerata la pietrificazione del telaio in legno) introduce l'architettura del palazzo nell'arte rinascimentale che vede l'utilizzo dello stesso tipo di finestra soprattutto a Roma in palazzi importanti quali palazzo Venezia, palazzo della Rovere, palazzo dei Gran Maestri dei cavalieri di Rodi, ma anche ad esempio a Perugia nel palazzo del Capitano. Nonostante le applicazioni di questa struttura in altri palazzi importanti, quello di Narni rimane uno dei casi più esemplari.